# 惇妃

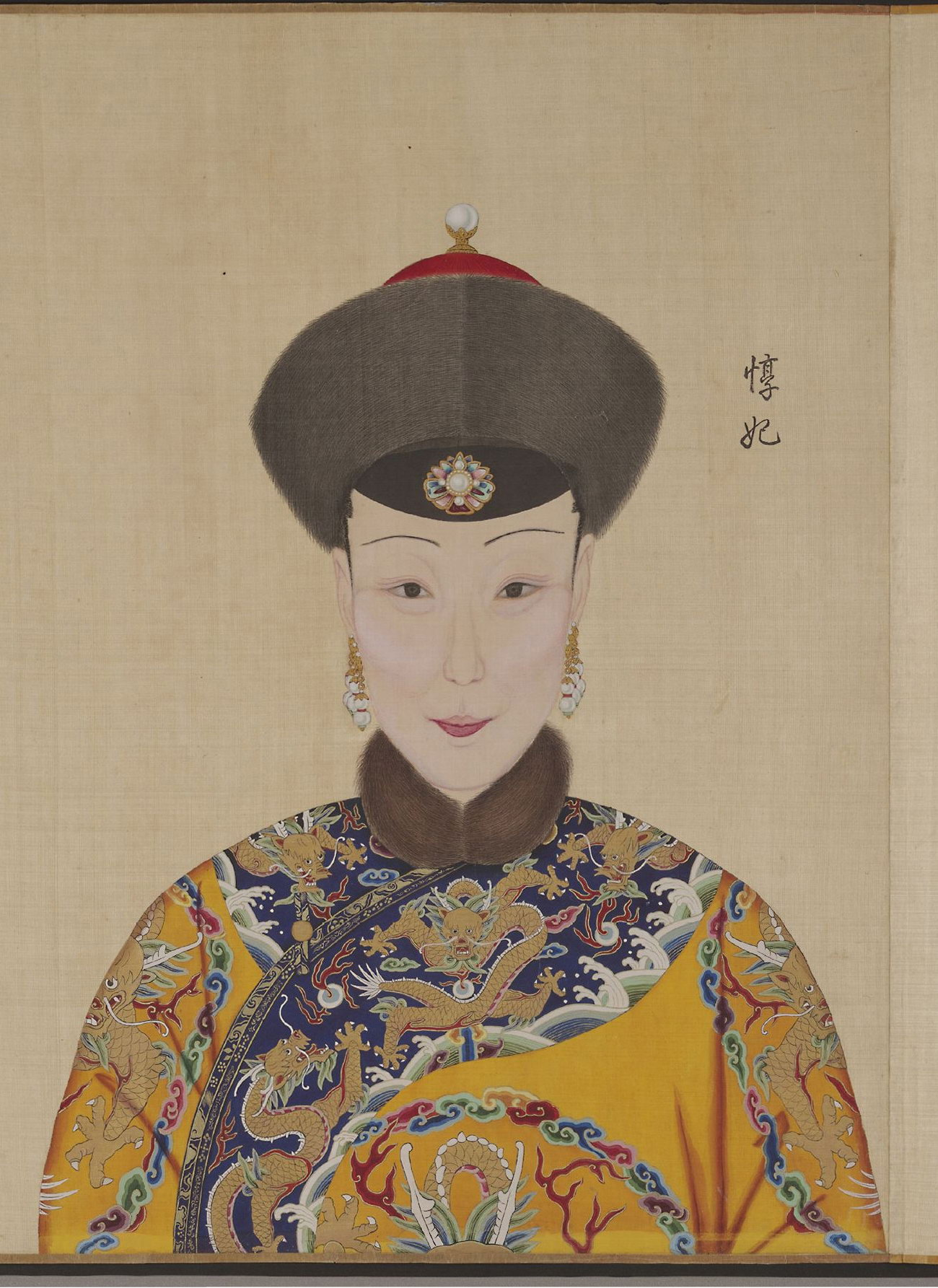
惇妃 汪氏

惇妃（じゅんひ、乾隆11年3月6日（1746年3月27日） - 嘉慶11年1月17日（1806年3月6日））は、清の乾隆帝の側室。内務府正白旗旗鼓佐領(上三旗包衣漢軍)の出身。姓は汪氏。都統四格の娘。固倫和孝公主の生母。

## 生涯
乾隆28年（1763年）、永常在に封じられ、乾隆帝の側室となる。
乾隆33年（1768年）、永貴人に封じらる。
乾隆36年（1771年）頃、理由は不明ながら2度程永常在に戻されるが、すぐに永貴人に復帰している。
同年、惇嬪に冊封される。
乾隆39年 (1774年)、乾隆帝の熱河巡幸に同行していた惇嬪は懐妊により先に北京に戻され、円明園で惇妃に冊封される。
乾隆40年（1775年）、固倫和孝公主を産む。和孝公主は乾隆帝の末娘で、65歳の時の子であるゆえ、乾隆帝から特に可愛がられた。しかしながら、和孝公主が父帝から寵愛を受ける一方で、寵愛が生母の惇妃にむかうことはなく、宮女たちへの虐待を行ったことで乾隆帝の逆鱗に触れ、乾隆43年 (1778年)に惇嬪に降格された。それでも、乾隆帝は愛娘に配慮し、乾隆45年 (1780年)に惇妃に再進封した。
嘉慶11年1月17日（1806年3月6日）、逝去し、裕陵の妃園寢に葬された。

## 子女
- 第十皇女：固倫和孝公主

## 伝記資料
- 『清史稿』